# Julio Tormo Ases
Julio Tormo Ases (València, 14 de setembre de 1952) és un presentador de televisió i personalitat vinculada al món de les falles.
Estudià Arquitectura a la Ciutat de València, sent el primer (i únic) president de la Falla King-Kong. Quan esta desapareix, en 1982 marxa a Antena 3 a treballar. Encara que l'experiència de King-Kong escandalitzara a l'ortodòxia fallera, el seu treball com a mantenidor de la Fallera Major de València el va fer guanyar-se el favor de la festa al Congrés faller de 1990. Durant la dècada dels 2000 funda la comissió Prolongació Albereda-Av. França, per a canviar poc després a una comissió veïna, Menorca-Luis Bolinches i poc després a Pizarro-Ciril Amorós. En 2014 passa a la comissió Joaquim Costa - Borriana, de la que és president des de 2015. Ha presentat els programes de televisió com "La hora de Julio Tormo" en ValenciaTeVe. "Cor de Festa" en RTVV i "Anem de festa" en La8 Mediterráneo.
És autor de dos llibres que recopilen la història de les falleres majors de València des de la creació del càrrec.